# Barleria pulchella
Barleria pulchella är en akantusväxtart som beskrevs av Raymond Benoist. Barleria pulchella ingår i släktet Barleria och familjen akantusväxter. Inga underarter finns listade i Catalogue of Life.